# ویتالی اب
ویتالی اب (انگلیسی: Vitalij Aab؛ زادهٔ ۱۴ نوامبر ۱۹۷۹) بازیکن هاکی روی یخ اهل آلمان است.